# Galium nigroramosum
Galium nigroramosum är en måreväxtart som först beskrevs av Friedrich Ehrendorfer, och fick sitt nu gällande namn av Lauramay Tinsley Dempster. Galium nigroramosum ingår i släktet måror, och familjen måreväxter. Inga underarter finns listade i Catalogue of Life.